# Nationalbiblioteket
Nationalbiblioteket (finska: Kansalliskirjasto), fram till 2006 Helsingfors universitetsbibliotek, är Finlands nationalbibliotek, beläget i Helsingfors, men med rötter i Kungliga Akademiens bibliotek i Åbo från 1600-talet. Biblioteket skall inte förväxlas med det nuvarande Helsingfors universitets bibliotek som grundades 2010.

## Funktion
Nationalbiblioteket är det största och äldsta vetenskapliga biblioteket i Finland. Det är också en av Helsingfors största självständiga institutioner och ansvarar för att bevara, beskriva och tillgängliggöra Finlands nationella publikationsarv. Biblioteket fungerar som en nationella service- och utvecklingsinstitution inom bibliotekssektorn, och man främjar inhemskt och internationellt samarbete. Bibliotekets ställning och uppgifter definieras i universitetslagen och lagen om deponering och bevarande av kulturmaterial.
I det finländska forskningssystemet ingår biblioteket i ett nätverk av kommunicerande och relaterade institutioner. I första hand handlar det om Nationalbiblioteket, Helsingfors universitet (där Helsingfors universitets bibliotek nu är en egen institution och skild från Nationalbiblioteket) och oberoende institut. Under sig har dessa de olika universitetsfakulteterna, Forskningsbiblioteket, olika biblioteksnättjänster och Humanistiska fakulteten.

## Historia

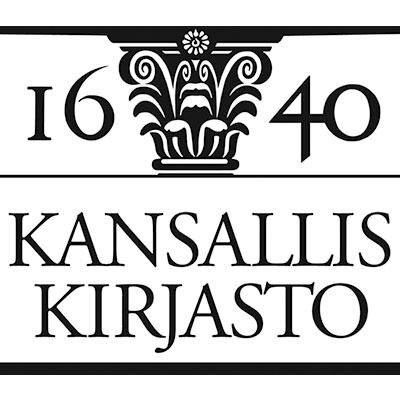
Nationalbibliotekets logotyp, med året för boksamlingens etablerande.

### Bakgrund
Nationalbiblioteket har rötter till 1640, ett år då Åbo lyceum (gymnasium) uppgraderades till Kungliga Akademien i Åbo. Detta var den tredje kungliga akademin (universitet) i Sverige, efter de i Uppsala och Dorpat. Lyceets boksamling på ungefär 20 band var den första början på Kungliga Akademiens närvaro på Åbos bibliotek, och sedan Akademien 1642 anställt Peder Wald som sin boktryckare introducerades boktryckandet även i Finland.
Från och med 1707 ökade volyminnehavet genom att kungliga kanslikollegiet föreskrev pliktexemplar, det vill säga att Sveriges olika tryckerier måste skicka ett exemplar av alla utgivna verk till de olika universiteten i landet. 1755 fanns 4 000 volymer i Akademiens bibliotek, och i början av 1800-talet 30 000.
1809 överfördes Finland till kejsardömet Ryssland som ett självstyrande storfurstendöme. Därmed upphörde den direkta kopplingen till svenska institutioner, med pliktexemplar och andra samarbeten. Däremot fick universitetet från 1820 och till 1917 friexemplar på liknande sätt av alla publikationer som tryckts i Ryssland.

### Brand och flytt till Helsingfors

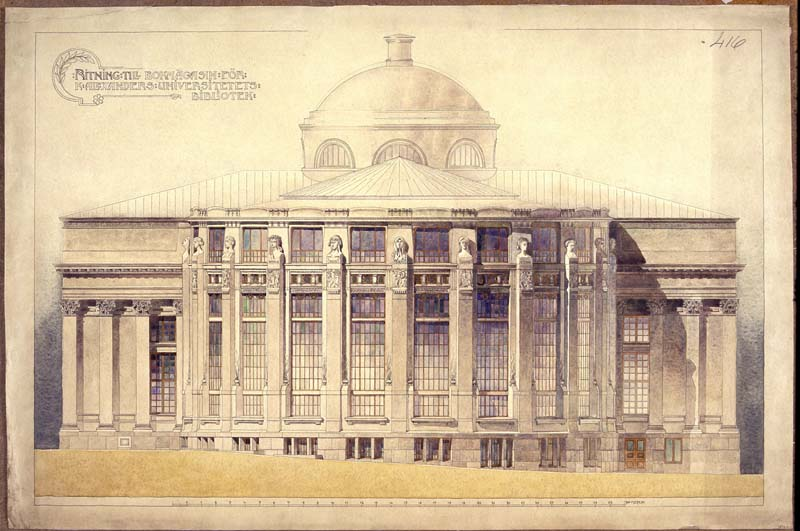
Fasaden hos Rotundan, en tillbyggnad som tillkom 1906.

1827 inträffade den stora stadsbrand som ödelade en stor del av Åbo med dess universitet och domkyrka. De 800 böcker som vid tillfället var utlånade kunde dock räddas för eftervärlden och finns numera samlade i Aboica-samlingen.
När universitetet och dess bibliotek byggdes upp igen var det efter att man 1828 flyttat verksamheten till Helsingfors. Universitetet gavs då namnet Kejserliga Alexanders Universitet. Fyra år senare stod den nya universitetsbyggnaden färdig, och 1845 togs den nya biblioteksbyggnaden strax intill i bruk. Denna byggnad hade då i princip färdigställts 1840 efter ritningar av Carl Ludvig Engel.
En tvåårig totalrenovering av biblioteksbyggnaden inleddes 1879, under ledning av arkitekt Frans Sjöström. 1893 installerades elektrisk belysning i huset, vilket innebar att bibliotekets öppettider kunde förlängas. Samtidigt öppnades en stor läsesal med angränsande referensbibliotek.
1906 tillkom tillbyggnaden Rotundan, ritad av Gustaf Nyström. Detta innebar en avsevärd utökning av bibliotekets lokaler. Fram till 1917 växte bibliotekets samlingar till cirka 300 000 band.

### Efter självständigheten

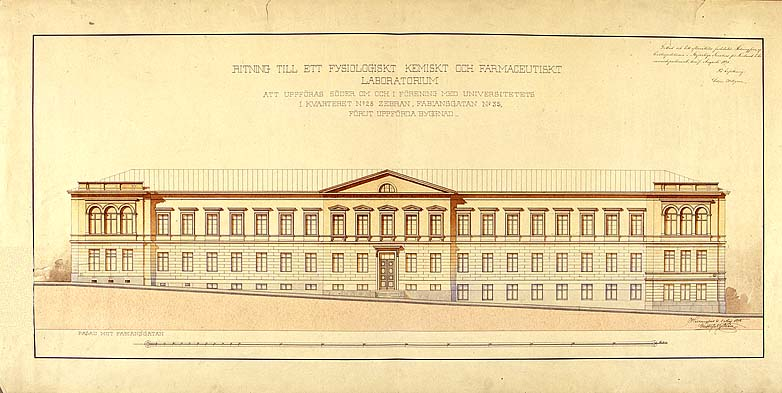
Fasaden på Fabiania-byggnaden 1895. Byggnaden ligger i samma kvarter som huvudbyggnaden och har varit i bibliotekets bruk sedan 1998.

Verksamheten utvecklades vidare, efter att Finland genomgått en revolution och avslutat sin identitet som ryskt storfurstendöme. Nu fungerade universitetet och dess boksamlingar och biblioteksverksamhet inom ramen för ett självständigt land, med en ny roll som Finlands huvudbibliotek.
På 1950-talet hade verksamheten vuxit ur bibliotekets dåvarande lokaler, vilket ledde till sprängningsarbeten för att utöka antalet hyllkilometer. De nya lagerlokalerna kom att placeras underjordiskt och in under universitetsbyggnaden Porthania. En ny totalrenovering av biblioteksbyggnaden skedde åren 1977–1985, under överinseende av arkitekt Olof Hansson.
1982 började biblioteket få friexemplar även av ljudinspelningar. Denna samling byggdes ut parallellt med det växande beståndet av notmanuskript.
Biblioteket fick i mitten av 1990-talet tillgång till hela kvarteret Zebran, sedan universitetets farmaceutiska institution flyttat till nya lokaler. Detta nya bibliotekskvarter – inklusive byggnaden Fabiania – togs sedan i bruk 1998, och under de två kommande åren totalrenoverades även Rotundan. År 2000 invigdes även den nya underjordiska "bokgrottan".

### Senare år och modern verksamhet

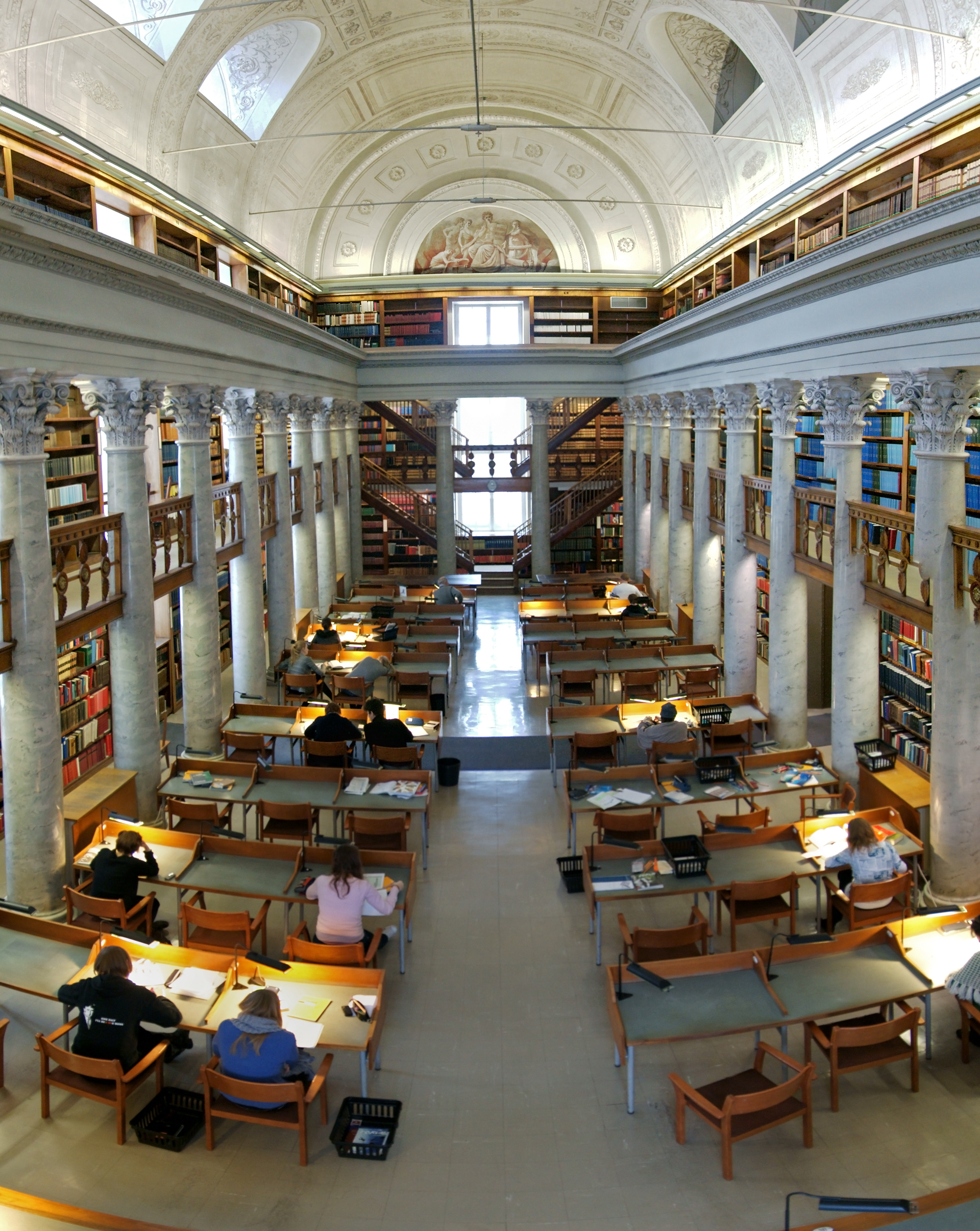
Läsesalen och referensbiblioteket (2010), i bruk sedan 1893.

Ägandet av biblioteksfastigheten övergick 2005 från staten till Helsingfors universitets fonder. Året efter ändrades universitetslagen, och samtidigt bytte institutionen namn till Nationalbiblioteket parallellt med att Helsingfors etablerade ett eget bibliotek i ett nybygge invigt fyra år senare. Större och mindre renoveringar har därefter skett, inklusive en totalrenovering av huvudbyggnaden åren 2013–2015.
I likhet med Kungliga biblioteket i Sverige ägnar sig Nationalbiblioteket åt att digitalisera äldre publikationer, så att de kan göras lättare tillgängliga via olika digitala plattformar. Fram till november 2022 hade man exempelvis hunnit digitalisera samtliga svenskspråkiga dagstidning utgivna fram till 1949. Detta material har gjorts till Via Nationalbibliotekets digitala och webbaserade tjänst kunde man i oktober 2023 sammanlagt nå drygt 27 miljoner sidor digitaliserat material. 2006 började man samla in finländska webbsidor i sitt nätarkiv.
2015 omfattade dokumentsamlingen 115 hyllkilometer material. Till det lades då de 814 miljoner filer som hämtats från finländska webbplatser och lagrats i Nationalbibliotekets nätarkiv. 2021 noterades tre miljoner böcker och lika många andra publikationer i samlingen.
2014 hade Nationalbiblioteket, inklusive vid sina olika filialer, 264 anställda. 2023 noterades antalet anställda "experter i olika branscher" till drygt 230.

## Överbibliotekarie
Verksamheten leds av nationalbibliotekets överbibliotekarie, som sedan 2022 heter Kimmo Tuominen.
- 2001–2018 – Kai Ekholm[12]
- 2018–2022 – Cecilia af Forselles
- 2022– – Kimmo Tuominen[11]